# 旭光誓一
旭光 誓一（きょくひかり せいいち、1976年7月6日 - ）は、愛媛県松山市出身で大島部屋（引退時は友綱部屋）に所属していた元大相撲力士。本名は本田 誓一（ほんだ せいいち）。身長179cm、体重198kg、血液型はB型。得意手は押し、なまくら四つ、寄り。最高位は東幕下35枚目（2001年5月場所）。

## 略歴
地元松山市の中学校に通っていた頃から既に体重130kgを超えていたことで大島部屋関係者の目に留まり、大島親方（元大関・旭國）が実家までスカウトに来たことを受けて大島部屋に入門、1992年3月場所で初土俵を踏んだ。当初の四股名は本名と同じ「本田」。同場所では史上最多の新弟子検査受験者数（151名）を記録し、同期生は同部屋の旭天鵬、旭鷲山の他、若の里、隆乃若、智乃花、朝乃翔、隆の鶴、春ノ山、駿傑、出羽乃富士、舞風、一の谷らがいる。この場所は前相撲を取って1番出世とし、当時の部屋付・旭富士親方（第63代横綱）の化粧回しを借りて新序出世披露を受けた。
序ノ口は1場所で、序二段は7場所で通過と順調に出世を続け、1993年9月場所では三段目に昇進した。この場所は負け越し、翌場所からまた序二段の土俵が続いた。1994年5月場所で「旭光」の四股名に改名、1995年3月場所で三段目に復帰すると、以降は三段目に定着していた。しかし、1996年1月場所の1番相撲で負傷して途中休場すると、怪我の回復が遅れて翌3月場所は全休となり、土俵復帰した同年5月場所は序二段の下位まで落ちていた。しかし5勝2敗、6勝1敗と2場所続けて勝ち越して同年9月場所で三段目に復帰すると、その場所も6勝1敗の好成績で翌11月場所で三段目中位に復帰。その後は1997年5月場所で一度序二段へ落ちたが、1場所で三段目に復帰し、同年7月場所は5番相撲で旭富士改め安治川親方の弟子である安美錦に敗れただけの6勝1敗。この時期には増量が相撲に好影響を及ぼし始め、1998年5月場所で初めて幕下に昇進したが1場所で三段目に陥落。1999年9月場所は7戦全勝として三段目の優勝決定戦に進出したが、栃栄に敗れて三段目優勝はならなかった。
同年11月場所で2度目の幕下昇進を決め、4度目の幕下昇進を決めた翌場所の2001年5月場所では自己最高位の東幕下35枚目に昇進したが2勝5敗と負け越し、以降この地位を更新することはなかった。2003年11月場所には6勝1敗の好成績で5回目の幕下復帰を決め、翌2004年1月場所は西幕下39枚目まで躍進したが、2場所連続で負け越して三段目へ陥落。以降、過剰な増量が相撲内容に悪影響を及ぼし始めたこともあり、幕下に在位することはなかった。
2009年3月場所では東三段目77枚目で2勝5敗と負け越し、翌5月場所は1997年5月場所以来12年振りの序二段降格を余儀なくされた。以降、年齢的な衰えが顕著となったり、故障とそれに伴う休場も増えたりして、番付も三段目と序二段を往復するようになる。2012年3月場所後に師匠大島親方が停年退職を迎え、師匠不在となる大島部屋は閉鎖されることになったため、大島部屋に所属する力士・行司らは旭光を含めて全員友綱部屋（関脇・魁輝）に移籍することになった。
移籍1場所目の同年5月場所は東序二段77枚目で迎え、6番相撲を終わって5勝1敗の好成績であったが、7番相撲で序ノ口優勝のかかる大砂嵐（6戦全勝）と星違い対戦が組まれ、マスメディアの注目を集めている15歳年下の相手との対戦に完敗してしまった。以降、同場所を含め3場所連続で勝ち越し、2012年9月場所では東序二段2枚目で4勝3敗、翌11月場所の7回目の三段目昇進を決めた。翌11月場所では1勝6敗と大敗し、翌2013年1月場所で序二段に降格。以降、三段目に在位することはなかった。
2015年7月場所後に旭天鵬、若の里が引退したことにより、1992年3月場所初土俵の力士の中で最後の現役力士となった。また引退直前の時点では、昭和初土俵の唯一の力士である華吹に次ぐ古参の現役力士となっていた。
2017年7月場所では西序二段100枚目で3勝4敗と負け越し、翌9月場所では初土俵直後（1992年5月場所）以来152場所ぶりに序ノ口に降格、同場所では勝ち越し、即座に序二段に復帰して以降は序ノ口に降格することはなかった。
2018年3月場所前に引退。2018年3月場所の番付編成会議後に引退届を提出したため、3月場所の番付には名前が残った。2月4日、都内のホテルで断髪式が行われた。断髪式には入門時の師匠の2代大島、同部屋同期生の旭鷲山、同期生で西岩部屋を設立したばかりの12代西岩、同部屋の兄弟子で自身が付け人を務めた旭道山らも駆けつけ、最後は11代友綱が止めバサミを入れた。

## エピソード
- 2001年のテレビ番組で打撃の威力を計測する機械に顔面から突っ込んで行った（当時の体重は172kg）。その衝撃は1058kg（1t超え）にもなったのだが、それほどの衝撃が顔に加わったにもかかわらず、ケロリとした表情をしていた為、周囲を驚かせた。それだけ力士の首が丈夫と言う事であり、おそらく頭突きでも1tを記録したものと考えられる。ショルダータックルを計測した際も1066kgの衝撃を記録し、やはり1tを超える威力を見せつけた。
- 遅くとも現役後期からは、持ち前の歌のうまさを利用し、巡業や花相撲で旭天鵬の化粧まわしを借りて相撲甚句を歌い、その姿がよく目撃されていた。

## 主な成績
- 通算成績：512勝539敗34休 勝率.487
- 現役在位：156場所

| | 一月場所 初場所（東京） | 三月場所 春場所（大阪）   | 五月場所 夏場所（東京） | 七月場所 名古屋場所（愛知） | 九月場所 秋場所（東京） | 十一月場所 九州場所（福岡） |
| --- | ----------------------- | ------------------------- | ----------------------- | --------------------------- | ----------------------- | --------------------------- |
| 1992年 （平成4年） | x                       | （前相撲）                | 東序ノ口14枚目 5–2      | 西序二段100枚目 2–5         | 西序二段137枚目 6–1     | 西序二段56枚目 4–3          |
| 1993年 （平成5年） | 東序二段27枚目 1–6      | 東序二段71枚目 2–5        | 東序二段105枚目 5–2     | 東序二段64枚目 6–1          | 東三段目99枚目 3–4      | 東序二段16枚目 2–5          |
| 1994年 （平成6年） | 東序二段42枚目 1–6      | 東序二段92枚目 6–1        | 西序二段20枚目 3–4      | 東序二段38枚目 4–3          | 西序二段16枚目 3–4      | 東序二段33枚目 6–1          |
| 1995年 （平成7年） | 東序二段13枚目 6–1      | 東三段目56枚目 4–3        | 東三段目38枚目 3–4      | 東三段目53枚目 3–4          | 西三段目71枚目 4–3      | 東三段目52枚目 0–7          |
| 1996年 （平成8年） | 西三段目97枚目 0–1–6    | 東序二段42枚目 休場 0–0–7 | 東序二段113枚目 5–2     | 東序二段62枚目 6–1          | 西三段目98枚目 6–1      | 西三段目38枚目 2–5          |
| 1997年 （平成9年） | 東三段目67枚目 3–4      | 西三段目85枚目 2–5        | 西序二段17枚目 4–3      | 西三段目97枚目 6–1          | 東三段目41枚目 5–2      | 東三段目16枚目 2–5          |
| 1998年 （平成10年） | 西三段目37枚目 4–3      | 東三段目21枚目 5–2        | 西幕下58枚目 3–4        | 東三段目9枚目 2–5           | 西三段目31枚目 4–3      | 東三段目19枚目 3–4          |
| 1999年 （平成11年） | 西三段目30枚目 5–2      | 東三段目4枚目 1–6         | 東三段目39枚目 3–4      | 西三段目55枚目 2–2–3        | 東三段目77枚目 7–0      | 西幕下53枚目 2–5            |
| 2000年 （平成12年） | 東三段目16枚目 3–4      | 西三段目30枚目 2–5        | 東三段目52枚目 5–2      | 西三段目20枚目 6–1          | 西幕下45枚目 4–3        | 西幕下36枚目 1–6            |
| 2001年 （平成13年） | 東三段目筆頭 5–2        | 東幕下44枚目 4–3          | 東幕下35枚目 2–5        | 西幕下51枚目 4–3            | 東幕下44枚目 3–4        | 西幕下57枚目 3–4            |
| 2002年 （平成14年） | 東三段目14枚目 3–4      | 西三段目28枚目 4–3        | 西三段目15枚目 3–4      | 西三段目27枚目 2–5          | 東三段目53枚目 4–3      | 西三段目38枚目 3–4          |
| 2003年 （平成15年） | 西三段目54枚目 2–5      | 西三段目82枚目 4–3        | 西三段目66枚目 3–4      | 東三段目80枚目 5–2          | 東三段目49枚目 5–2      | 西三段目21枚目 6–1          |
| 2004年 （平成16年） | 西幕下39枚目 3–4        | 東幕下48枚目 1–6          | 東三段目18枚目 3–4      | 西三段目33枚目 3–4          | 西三段目50枚目 2–5      | 東三段目73枚目 4–3          |
| 2005年 （平成17年） | 東三段目55枚目 2–5      | 西三段目81枚目 5–2        | 西三段目52枚目 4–3      | 西三段目37枚目 3–4          | 東三段目58枚目 3–4      | 西三段目75枚目 4–3          |
| 2006年 （平成18年） | 西三段目57枚目 4–3      | 東三段目42枚目 3–4        | 西三段目57枚目 2–5      | 西三段目79枚目 3–4          | 西三段目96枚目 5–2      | 東三段目62枚目 3–4          |
| 2007年 （平成19年） | 西三段目76枚目 3–4      | 東三段目96枚目 5–2        | 東三段目62枚目 2–5      | 東三段目82枚目 5–2          | 東三段目50枚目 2–5      | 西三段目74枚目 4–3          |
| 2008年 （平成20年） | 東三段目56枚目 3–4      | 東三段目70枚目 3–4        | 東三段目83枚目 5–2      | 東三段目54枚目 3–4          | 西三段目68枚目 2–5      | 東三段目94枚目 5–2          |
| 2009年 （平成21年） | 東三段目62枚目 3–4      | 東三段目77枚目 2–5        | 東序二段2枚目 3–4       | 西序二段26枚目 4–3          | 東序二段6枚目 3–4       | 東序二段21枚目 4–3          |
| 2010年 （平成22年） | 西序二段筆頭 4–3        | 東三段目83枚目 2–5        | 東序二段12枚目 1–6      | 西序二段51枚目 1–4–2        | 西序二段96枚目 6–1      | 西序二段18枚目 1–1–5        |
| 2011年 （平成23年） | 西序二段64枚目 5–2      | 八百長問題 により中止     | 西序二段20枚目 2–5      | 東序二段35枚目 5–2          | 西三段目96枚目 4–3      | 西三段目76枚目 3–4          |
| 2012年 （平成24年） | 西三段目91枚目 3–4      | 東序二段15枚目 0–3–4      | 東序二段77枚目 5–2      | 東序二段38枚目 5–2          | 東序二段2枚目 4–3       | 東三段目83枚目 1–6          |
| 2013年 （平成25年） | 西序二段23枚目 3–4      | 西序二段43枚目 3–4        | 東序二段68枚目 3–4      | 東序二段83枚目 4–3          | 西序二段54枚目 3–4      | 東序二段76枚目 3–4          |
| 2014年 （平成26年） | 東序二段85枚目 3–4      | 東序二段80枚目 5–2        | 西序二段38枚目 2–5      | 西序二段70枚目 4–3          | 東序二段43枚目 1–6      | 東序二段85枚目 4–3          |
| 2015年 （平成27年） | 東序二段53枚目 5–2      | 東序二段15枚目 1–6        | 西序二段68枚目 4–3      | 東序二段39枚目 2–5          | 東序二段78枚目 3–4      | 西序二段89枚目 4–3          |
| 2016年 （平成28年） | 東序二段56枚目 3–4      | 西序二段75枚目 3–4        | 西序二段86枚目 4–3      | 東序二段51枚目 2–5          | 東序二段84枚目 3–4      | 東序二段95枚目 5–2          |
| 2017年 （平成29年） | 東序二段43枚目 3–4      | 東序二段63枚目 2–5        | 西序二段86枚目 3–4      | 西序二段100枚目 3–4         | 東序ノ口2枚目 4–3       | 東序二段68枚目 2–5          |
| 2018年 （平成30年） | 東序二段93枚目 3–4      | 東序二段96枚目 引退 0–0–7 | x                       | x                           | x                       | x                           |
| 各欄の数字は、「勝ち-負け-休場」を示す。 優勝 引退 休場 十両 幕下 三賞：敢=敢闘賞、殊=殊勲賞、技=技能賞 その他：★=金星 番付階級：幕内 - 十両 - 幕下 - 三段目 - 序二段 - 序ノ口 幕内序列：横綱 - 大関 - 関脇 - 小結 - 前頭（「#数字」は各位内の序列） |                         |                           |                         |                             |                         |                             |

## 改名歴
- 本田 誓一（ほんだ せいいち）1992年3月場所 - 1994年3月場所
- 旭光 誓一（きょくひかり - ）1994年5月場所 - 2018年3月場所